# Putinka
Putinka (in russo Путинка) è una vodka prodotta dall'azienda statale Moscow Distillery Crystal. 

## Storia
Dall'ascesa al potere di Vladimir Putin, l'azienda ha giocato sull'assonanza del nome e sulla popolarità di Putin presso i russi, anche dopo le sue dimissioni da presidente e la sua elezione a primo ministro. 
La Putinka è stata una delle marche di vodka più consumate della Russia, ma negli anni 2010 la sua popolarità conobbe un calo e nel 2016, dal quarto raggiunto in precedenza, era scesa al quindicesimo posto tra i marchi più diffusi.
A seguito della invasione russa dell'Ucraina del 2022, i produttori del superalcolico richiesero all'autorità russa per la tutela della Proprietà intellettuale di poter utilizzare sulle confezioni del prodotto le lettere  “Z" e  “V”, entrambe utilizzate come simboli legati alla guerra in corso.

## Riconoscimenti
- Premio Superbrand del 2004
- Prodotto nazionale dell'anno 2006, categoria vodka